# Kita (Mali)
Kita è un comune urbano del Mali, capoluogo del circondario omonimo, nella regione di Kayes.